# Дормеллетто
Дормеллетто (італ. Dormelletto, п'єм. Dromlèt) — муніципалітет в Італії, у регіоні П'ємонт,  провінція Новара.
Дормеллетто розташоване на відстані близько 530 км на північний захід від Рима, 105 км на північний схід від Турина, 32 км на північ від Новари.
Населення — 2604 особи (2014).
Щорічний фестиваль відбувається 7 жовтня. Покровитель — Madonna del Rosario.

## Демографія
Населення за роками:

Станом на 1 січня 2023 року в муніципалітеті офіційно проживало 260 іноземців з 35 країн, серед них 52 громадяни країн Євросоюзу та 41 громадянин України.

## Сусідні муніципалітети
- Анджера
- Арона
- Кастеллетто-сопра-Тічино
- Коміньяго
- Сесто-Календе